# アセンソール・アルティジェリア

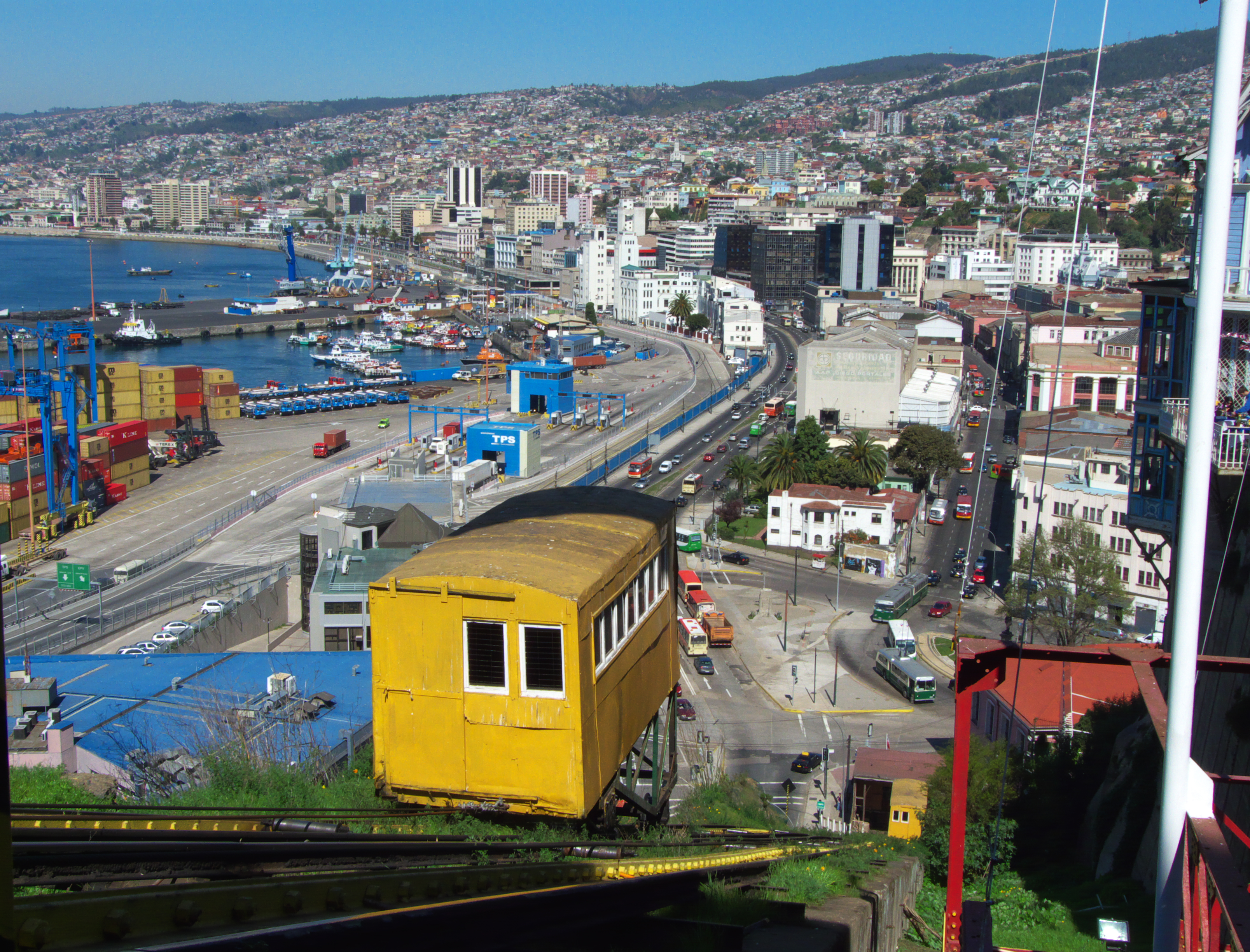
2009年のアセンソール・アルティジェリア。

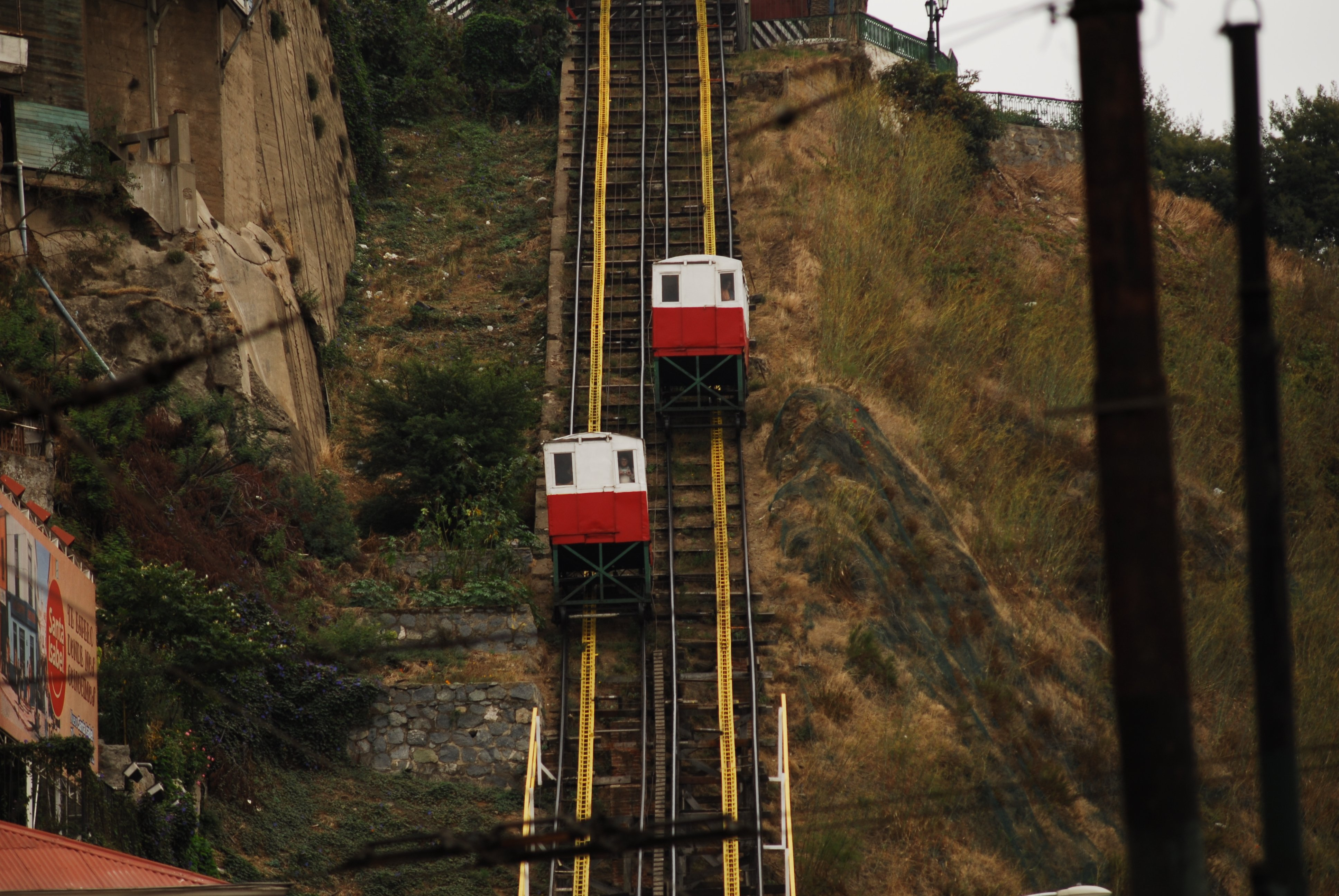
左に元の路線である、2007年のアセンソール・アルティジェリア。

アセンソール・アルティジェリア（西: Ascensor Artillería、英: Artillería funicular railway）は、チリ共和国バルパライソ州バルパライソ県バルパライソ市に位置し、16ヶ所あるフニクラー鉄道（アセンソール）の一つである。
アセンソール・アルティジェリアは、アルティジェリア丘と市内の（平地にある）「プラン (plan)」を連絡しており、民間として所有されている。
当路線は、一年中運行されている。

## 歴史
アセンソール・アルティジェリアは、バルパライソ市内に建設された3番目のフニクラー鉄道であった。
1892年12月29日に当鉄道の開通式が行われたが、機械を作動させるための水不足が原因で停止することになり、翌1893年の1月22日に運行が開始された。
当鉄道はとても成功していたため、その設計者であるエルネスト・オンフライ (Ernesto Onfray) は、1908年に最初の1路線の右側に別の路線を敷設しており、4本の軌道および2つの独立した機械室をもつ、市内で唯一のフニクラー鉄道となっている。
1968年に最初の路線が需要の低下によって運行を停止した。
今日のフニクラー鉄道では、2番目の1路線が利用されており、市内の大きな都市のランドマークとなっている。

## 仕様
- 2両の車両は、定員25名の伝統的なフニクラーのデザインである
- 駆動装置は、頂上駅に設置されている
- 移動には、80秒掛かる
- 延長175-メートル (574 ft)の軌道である
- 巻き上げロープは、車両のシャシー上端部に取り付けられている
- 運賃支払いは、頂上駅で行う